# Allan Rich
Pour les articles homonymes, voir Rich.
Benjamin Norman Schultz (né le 8 février 1926 à New York, arrondissement du Bronx et mort le 22 août 2020 à Englewood (New Jersey)) est un acteur américain, connu sous le nom de scène d’Allan Rich.

## Biographie
D'abord acteur de théâtre, Allan Rich joue dans sa ville natale à Broadway dès 1943, dans une première pièce ; suivent trois autres, la dernière en 1953 (The Emperor's Clothes de George Tabori, avec Lee J. Cobb, Esmond Knight et Maureen Stapleton).
Au cinéma, il apparaît pour la première fois à quarante-cinq ans passés, dans Serpico de Sidney Lumet (avec Al Pacino et John Randolph), sorti en 1973. Le dernier de ses quarante-huit films à ce jour (majoritairement américains) est Le Rôle de ma vie de Zach Braff (avec le réalisateur et Kate Hudson), sorti en 2014.
Entretemps, citons Le Rabbin au Far West de Robert Aldrich (1979, avec Gene Wilder et Harrison Ford), L'Emprise de Sidney J. Furie (1982, avec Barbara Hershey et Ron Silver), La Liste noire d'Irwin Winkler (1991, avec Robert De Niro et Annette Bening), Quiz Show de Robert Redford (1995, avec John Turturro et Ralph Fiennes), Amistad de Steven Spielberg (1997, avec Morgan Freeman et Anthony Hopkins), ou encore Man in the Chair de Michael Schroeder (2007, avec Christopher Plummer et Michael Angarano).
Pour la télévision, à ce jour, Allan Rich contribue à deux séries en 1963, suivies par cinquante-six autres entre 1975 et 2013, dont Kojak (deux épisodes, 1975-1978), Capitaine Furillo (quatre épisodes, 1981-1983), Une nounou d'enfer (trois épisodes, 1993-1997), et Amy (quatre épisodes, 2000-2001).
S'y ajoutent vingt-et-un téléfilms de 1975 à 1996, dont Tail Gunner Joe de Jud Taylor (1977, avec Peter Boyle et John Forsythe).

## Théâtre à Broadway
- 1943 : I'll Take the High Road de Lucille S. Prumbs : Floyd Budd
- 1944 : Career Angel de Gerard M. Murray : Donnie McAdams
- 1951 : Le Zéro et l'Infini (Darkness at Noon), adaptation (et mise en scène) par Sidney Kingsley du roman éponyme d'Arthur Koestler : le prisonnier n° 202
- 1953 : The Emperor's Clothes de George Tabori : le laitier

## Filmographie partielle

### Cinéma
- 1973 : Serpico de Sidney Lumet : le procureur de district Tauber
- 1974 : Le Flambeur (The Gambler) de Karel Reisz : Bernie
- 1975 : The Happy Hooker de Nicholas Sgarro : le sergent de police
- 1978 : Uncle Joe Shannon de Joseph C. Hanwright : Dr Clark
- 1979 : Le Rabbin au Far West (The Frisco Kid) de Robert Aldrich : M. Bialik
- 1982 : Eating Raoul de Paul Bartel : « le nazi »
- 1982 : L'Emprise (The Entity) de Sidney J. Furie : Dr Walcott
- 1982 : Frances de Graeme Clifford : M. Bebe
- 1988 : Checking Out de David Leland
- 1991 : Highlander, le retour (Highlander II: The Quickening) de Russell Mulcahy : Allan Neyman
- 1991 : La Liste noire (Guilty by Suspicion) d'Irwin Winkler : Leonard Marks
- 1994 : Quiz Show de Robert Redford : Robert Kintner
- 1994 : Harcèlement (Disclosure) de Barry Levinson : Ben Heller
- 1995 : Two Much de Fernando Trueba : le révérend Larrabee
- 1996 : Jack de Francis Ford Coppola : Dr Benfante
- 1997 : La Croisière aventureuse (Out to Sea) de Martha Coolidge : Sebastian
- 1997 : Amistad de Steven Spielberg : le juge Juttson
- 2006 : The Alibi de Matt Checkowski et Kurt Mattila : Klump
- 2007 : Man in the Chair de Michael Schroeder : Speed
- 2007 : Rise (Rise: Blood Hunter) de Sebastian Gutierrez : Harrison
- 2007 : My Sexiest Year de Howard Himelstein : « Papa »
- 2008 : The Last Word de Geoffrey Haley : Francis
- 2014 : Le Rôle de ma vie (Wish I Was Here) de Zach Braff : le rabbin Twersky

### Télévision

#### Séries télévisées
- 1975-1978 : Kojak, première série
  - Saison 3, épisode 1 Le Résultat qui compte (A Question of Answers, 1975) de Jerry London : l'avocat de Solly
  - Saison 5, épisode 15 Corruption à haut niveau (Chain of Custody, 1978) de Russ Mayberry : le juge Walter Miller
- 1975-1978 : Baretta
  - Saison 1, épisode 11 The Secret of Terry Lake (1975) de Russ Mayberry : Joe « le marteau »
  - Saison 4, épisode 15 Just for Laughs (1978) de Reza Badiyi : Benny
- 1976 : 200 dollars plus les frais (The Rockford Files)
  - Saison 2, épisode 14 Après 20 ans (The Hammer of C Block) de Jerry London : Charles « Pebbles » Runkin
- 1977 : Hawaï police d'État (Hawaii Five-0)
  - Saison 9, épisode 24 À mourir de rire (Practical Jokes Can Kill You) d'Ernest Pintoff : Lou Marvin
- 1978 : La Petite Maison dans la prairie (Little House on the Prairie)
  - Saison 4, épisode 18 L'Héritage (The Inheritance) de William F. Claxton : Otto Ripley
- 1978-1981 : Alice
  - Saison 2, épisode 24 The Bus (1978) de Marc Daniels : M. Adler
  - Saison 6, épisode 3 Comrade Mel (1981) de Marc Daniels : Vladimir
- 1979 : Happy Days
  - Saison 6, épisode 27 Du rififi à l'école (Potsie Quits School) : le professeur Thomas
- 1980 : Chips (CHiPs)
  - Saison 3, épisode16 Attention danger (Jailbirds) : le juge Towers
- 1980 : L'Incroyable Hulk (The Incredible Hulk)
  - Saison 3, épisode 14 Miroir de l'âme (Sideshow) : Luther Mason
- 1981 : Magnum
  - Saison 2, épisode 4 Asile politique (From Moscow to Maui) : Coluga
- 1981-1983 : Capitaine Furillo (Hill Street Blues)
  - Saison 2, épisode 5 L'Arbre empoisonné (Fruits of the Poisonous Tree, 1981) de Rod Holcomb et épisode 15 Certaines l'aiment tiède (Some Like It Hot-Wired, 1982) de Thomas Carter : le juge Maurice Schiller
  - Saison 3, épisode 1 La Fureur de vaincre (Trial by Fury, 1982) de Gregory Hoblit et épisode 22 Quand ça tourne mal (A Hill of Beans, 1983) : le juge Maurice Schiller
- 1983 : Cagney et Lacey (Cagney & Lacey)
  - Saison 2, épisode 14 Open and Shut Case : Morley Pressman
- 1983 : Allô Nelly bobo (Gimme a Break!)
  - Saison 2, épisode 16 The Custody Suit et épisode 18 Eddie Gets Married d'Oz Scott : le juge
- 1983 : Le Juge et le Pilote (Hardcastle and McCormick)
  - Saison 1, épisode 4 Le Canard de cristal (The Crystal Duck) : le juge Gault
- 1985 : L'Homme qui tombe à pic (The Fall Guy)
  - Saison 4, épisode 18 Haut vol (High Orbit) de Daniel Haller : Sam Uffler
- 1985 : Les deux font la paire (Scarecrow and Mrs. King)
  - Saison 3, épisode 1 Le Manuscrit (A Lovely Little Affair) d'Harvey S. Laidman : Murray D. Murray
- 1985 : Superminds (Misfits of Science)
  - Saison unique, épisode 4 Le Chaînon perdu (Lost Link) de Christopher Leitch : Dr Komack
- 1987 : La loi est la loi (Jake and the Fatman)
  - Saison 1, épisodes 2 et 3 Fatal Attraction, Parts I-II, de Ron Satlof : Mandel
- 1987 : Les Craquantes (The Golden Girls)
  - Saison 3, épisode 6 La Lettre à Gorbatchev (Letter to Gorbachev) : Alexi
- 1993-1997 : Une nounou d'enfer (The Nanny)
  - Saison 1, épisode 8 Un Noël mémorable (Christmas Episode, 1993) : Pauly, le prêteur
  - Saison 3, épisode 8 La fête est finie (The Party's Over, 1995) de Dorothy Lyman : le juge
  - Saison 5, épisode 10 Chutes ! Épousez-moi (From Flushing with Love, 1997) de Dorothy Lyman : l'oncle Ray
- 1995 : Chicago Hope : La Vie à tout prix (Chicago Hope)
  - Saison 1, épisode 18 Grave Décision (Informed Consent) de Bill D'Elia : Ned Tannen
- 2000 : Les Experts (CSI: Crime Scene Investigation)
  - Saison 1, épisode 1 Équipe de nuit (Pilot) de Danny Cannon : Dr Gary Klausbach
- 2000-2001 : Amy (Judging Amy)
  - Saison 1, épisode 18 D'un père à l'autre (Human Touch, 2000) et épisode 19 Intolérance (The Out-of-Towners, 2000) : Jim Southam
  - Saison 2, épisode 9 Affaire démonique (The Undertow, 2001) de Jack Bender et épisode 13 Esprit de famille (The Beginning, the End and the Murky Middle, 2001) d'Elodie Keene : Jim Southam
- 2002 : Division d'élite (The Division)
  - Saison 2, épisode 3 Trop d'amour tue l'amour (This Thing Called Love) : le procureur
- 2004 : New York Police Blues (NYPD Blue)
  - Saison 11, épisode 10 Compte à rebours (You Da Bomb) de John Hyams : Vasiliy Choushkin
- 2004 : Larry et son nombril (Curb Your Enthusiasm)
  - Saison 4, épisode 9 Le Rescapé (The Survivor) de Larry Charles : Solly
- 2006 : Du côté de chez Fran (Living with Fran)
  - Saison 2, épisode 6 Un séjour de folie (Girl Crazy with fan) : Herb
- 2010 : Dr House (House M.D.)
  - Saison 7, épisode 2 Égoïste (Selfish) de Daniel Attias : Sidney
- 2013 : 2 Broke Girls
  - Saison 2, épisode 15 Et la malédiction de la voyante (And the Psychic Shakedown) : Lou

#### Téléfilms
- 1975 : Strike Force de Barry Shear : le commissaire de police
- 1976 : Mallory: Circumstantial Evidence de Boris Sagal : le juge Paul Pieter
- 1976 : Newman's Drugstore de Hy Averback : Leon Rossoff
- 1977 : Tail Gunner Joe de Jud Taylor : Ray Jenkins
- 1977 : The Hostage Heart (en) de Bernard McEveety : Dr Motzkin
- 1977 : A Killing Affair de Richard C. Sarafian : le capitaine Bullis
- 1978 : The Millionaire de Don Weis : George Jelks
- 1979 : The Seekers de Sidney Hayers : le général Wayne
- 1981 : L'Éternel Soupçon (A Gun in the House) d'Ivan Nagy : Roy Grutman
- 1981 : The Ordeal of Bill Carney de Jerry London : le juge Stanley Mosk
- 1985 : J.O.E. and the Colonel de Ron Satlof : « Pop » Roth
- 1994 : A Part of the Family de David Madden : Burt
- 1996 : Miami Hustle de Lawrence Lanoff : Stein